# Аноліс каролінський
Аноліс каролінський (Anolis carolinensis) — вид ігуаноподібних ящірок родини анолісових (Dactyloidae). Ендемік Венесуели.

## Опис
Загальна довжина сягає 25 см. Спостерігається статевий диморфізм — самці довше за самиць. Каролінський аноліс має стрункий тулуб з загостреною головою. Кінцівки добре розвинуті. Пальці мають дуже чіпкі пазури.
Колір шкіри яскраво-зелений, який може змінювати на яскраво-коричневий або жовтий, тому його ще називають американським хамелеоном. Колір тіла варіюється в залежності від настрою і активності, при цьому самиці часто темніше. Горлова торба у цього аноліса має червоне забарвлення. У самиць горлова торба набагато менша, ніж у самців, і майже ніколи не використовується. 

## Спосіб життя
Полюбляє листяні ліси і чагарники. Утворює невеликі групи з чіткою ієрархією. Активний вдень. Каролінський аноліс досить боязка, полохлива тварина. За першої-ліпшої нагоди швидко втікає. Коли не вдається, то намагається залякати ворога горловою торбою. Харчується членистоногими, зокрема цвіркунами, кониками, мухами, личинками комах, а також метеликами й павуками.
Це яйцекладна ящірка. Після парування навесні самиця через 2-3 тижні відкладає 1—2 яйця з м'якою шкаралупою. Через 1-2 місяці з'являються молоді аноліси. 
Цих аноліс люди часто тримають у своїх тераріумах.

## Розповсюдження
Мешкає на південному сході США. Інша популяція була знайдена на Гаваях, куди був завезений людьми. За межами США каролінський аноліс населяє північно-східну Мексику та кілька островів Карибського басейну. 

## Цікавинка
Нещодавно вченими Броудського інституту в Кембриджі (Велика Британія) було розшифровано геном каролінського аноліса. Довжина його ДНК становить 1,78 мільярда нуклеотидів. Для порівняння, геном людини складається з 3 мільярдів нуклеотидів. Учені заздалегідь проаналізували послідовність ДНК Х-хромосоми ящірки - статеві хромосоми особливо цікаві для вивчення, оскільки в групі амніот є два типи визначення статі. 
Геномна послідовність цього аноліса також надає підказку про розвиток амніотичних яєць, головної еволюційної знахідки, яка дозволила тваринам розмножуватися на суші, шляхом захисту розвитку ембріона від висихання. Використання протеоміки – масштабну ідентифікацію білків за допомогою мас-спектрометрії – допомогло розшифрувати послідовності геному - дослідники змогли виділити і дослідити гени яєчного білка ящірки. Вони виявили, що серед амніот яєчні білки розвивалися швидше, ніж інші білки. Висока частота мутацій, яка стала причиною цього, можливо, зіграла важливу роль в еволюції яйця.